# 맥스 슈나이더
맥스 슈나이더(Max Schneider, 1992년 6월 12일 ~ ) 또는 간단히 맥스(MAX)는 미국의 가수, 배우, 모델이다.